# Jin Se-yeon
Đây là một Jin, họ là Kim.
Jin Se-yeon (tên thật là Kim Yoon-jung, sinh ngày 15 tháng 2 năm 1994) là một nữ diễn viên người Hàn Quốc. Cô đã đóng vai nữ chính trong các phim truyền hình như Con Gái Của Chồng Tôi (2011), Mặt nạ anh hùng (2012), Bác sĩ xứ lạ (2014), và Hoa trong ngục (2016).

## Danh sách phim

### Phim truyền hình
| Năm  | Tựa đề                           | Vai                        | Kênh          |
| ---- | -------------------------------- | -------------------------- | ------------- |
| 2010 | Cô con gái cưng                  | Jung Se-yeon               | SBS           |
| 2011 | Con gái của chồng tôi            | Yang Kkot-nim              | SBS           |
| 2011 | The Duo                          | Dong-nyeo lúc trẻ          | MBC           |
| 2012 | Mặt nạ anh hùng                  | Oh Mok-dan/Esther/Boon-yi  | KBS2          |
| 2012 | Năm ngón tay                     | Hong Da-mi                 | SBS           |
| 2014 | Cảm ơn thời đại                  | Yoon Ok-ryun               | KBS2          |
| 2014 | Bác sĩ xứ lạ                     | Song Jae-hee/Han Seung-hee | SBS           |
| 2015 | High-End Crush                   | Yoo Yi-ryung               | Naver TV Cast |
| 2016 | Hoa trong ngục                   | Ok-nyeo/Lee Seo-won        | MBC           |
| 2018 | Đại Thân Vương - Họa Nên Ái Tình | Seong Ja Hyun              | TV Chosun     |
| 2019 | Vật Chứng- The Item              | Shin So Young              | MBC TV        |
| 2019 | Cuộc Chiến Chốn Hậu Cung         | Kang Eun-ki / Kang Eun-bo  | TV Chosun     |
| 2020 | Tái sinh - Born Again            | Jung Sa Bin                | KBS2          |

### Phim điện ảnh
| Năm  | Tựa đề                            | Vai            |
| ---- | --------------------------------- | -------------- |
| 2011 | White: Giai Điệu của Lời Nguyền   | Jenny          |
| 2014 | The Language of Love              | In-Ha          |
| 2015 | Sui gia đại chiến                 | Park Young-hee |
| 2016 | Chiến dịch Chromite: trận Incheon | Han Chae-seon  |

### Video âm nhạc
| Năm  | Bài Hát              | Nghệ sĩ                      |
| ---- | -------------------- | ---------------------------- |
| 2010 | "Love Bear"          | KCM                          |
| 2012 | "I Have No Problems" | Jin Se-yeon và Cha Gil-young |

### Chương trình giải trí
| Năm  | Tiêu đề                  | Kênh     | Ghi chú                             |
| ---- | ------------------------ | -------- | ----------------------------------- |
| 2012 | Running Man              | SBS      | Khách mời, tập 119                  |
| 2014 | Running Man              | SBS      | Khách mời, tập 198                  |
| 2015 | Invisible Man Radio Star | KBS2 MBC | Khách mời, tập 4 Khách mời, tập 423 |
| 2017 | Knowing Bros             | JTBC     | Khách mời, tập 52                   |

## Kịch
| Năm  | Tựa đề | Vai   |
| ---- | ------ | ----- |
| 2013 | Closer | Alice |

## Giải thưởng và đề cử
| Năm  | Giải thưởng                                     | Hạng mục                                        | Phim                  | Kết quả   |
| ---- | ----------------------------------------------- | ----------------------------------------------- | --------------------- | --------- |
| 2011 | Giải thưởng phim truyền hình SBS                | Ngôi Sao Mới                                    | Con gái của chồng tôi | Đoạt giải |
| 2012 | Giải thưởng phim truyền hình Hàn Quốc lần thứ 5 | Nữ Diễn viên Mới xuất sắc nhất                  | Con gái của chồng tôi | Đề cử     |
| 2012 | 20th Korean Culture and Entertainment Awards    | Nữ Diễn viên Mới xuất sắc nhất                  | Mặt nạ anh hùng       | Đề cử     |
| 2012 | 1st K-Drama Star Awards                         | Giải Diễn xuất dành cho nữ diễn Viên            | Mặt nạ anh hùng       | Đề cử     |
| 2012 | Giải thưởng phim truyền hình KBS                | Nữ Diễn viên Xuất Sắc dành cho phim truyền hình | Mặt nạ anh hùng       | Đề cử     |
| 2012 | Giải thưởng phim truyền hình KBS                | Nữ Diễn viên Mới xuất sắc nhất                  | Mặt nạ anh hùng       | Đoạt giải |
| 2012 | Giải thưởng phim truyền hình KBS                | Cặp Đôi xuất sắc nhất vớiJoo Won                | Mặt nạ anh hùng       | Đề cử     |
| 2012 | Giải thưởng phim truyền hình SBS                | Cặp Đôi xuất sắc nhất với Ju Ji-hoon            | Năm ngón tay          | Đề cử     |
| 2014 | 3rd APAN Star Awards                            | Nữ diễn viên xuất sắc dành cho phim truyền hình | Bác sĩ xứ lạ          | Đề cử     |
| 2014 | 3rd APAN Star Awards                            | Ngôi Sao Nổi Tiếng                              | Bác sĩ xứ lạ          | Đoạt giải |
| 2014 | Giải thưởng phim truyền hình SBS                | Nữ diễn viên xuất sắc dành cho phim truyền hình | Bác sĩ xứ lạ          | Đề cử     |
| 2016 | Giải thưởng phim truyền hình Hàn Quốc lần thứ 9 | Nữ Diễn viên Xuất Sắc                           | Hoa trong ngục        | Đề cử     |